# کاخ التام

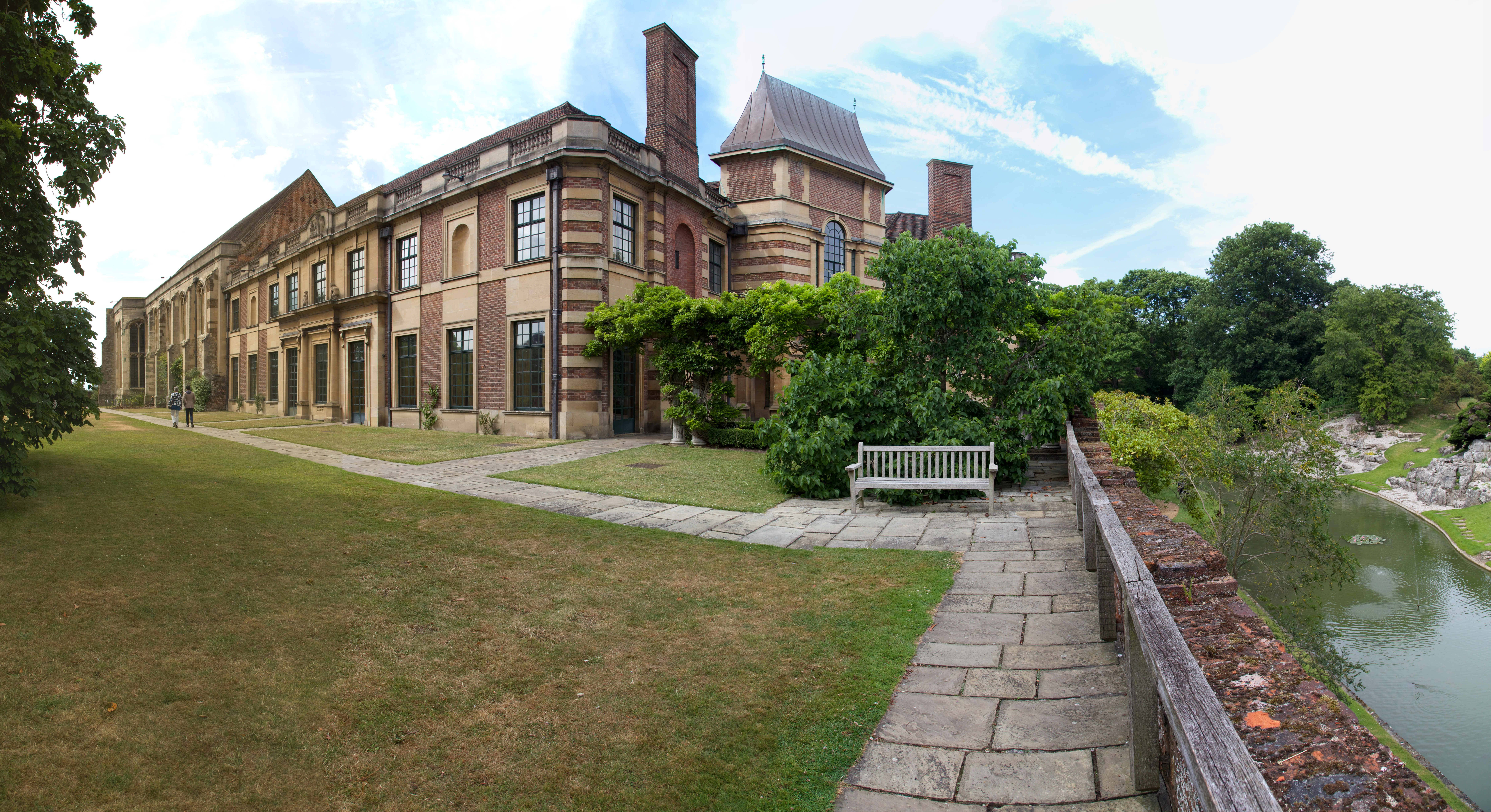
کاخ التام،گرینویچ

کاخ التام یک خانه بزرگ در التام است، در قصبه سلطنتی گرینویچ، جنوب شرق لندن، انگلستان. این محل اقامت خانواده پادشاهی است. در سال ۱۹۹۵ مدیریت آن را به میراث فرهنگی انگلستان واگذار گردید که آن ساختمان در سال ۱۹۹۹ بازسازی شده و این کاخ رابرای بازدید عموم مردم باز تحویل داده شد. گفته شده است داخل خانه «شاهکار از طراحی مدرن» است